# Rorippa cantoniensis
Rorippa cantoniensis là một loài thực vật có hoa trong họ Cải. Loài này được (Lour.) Ohwi miêu tả khoa học đầu tiên năm 1937.